# Historická sociologie
Historická sociologie je odvětví sociologie se zaměřením na vývoj společností v historii. Zaměřuje se na to, jak sociální struktury, které mnozí považují za přirozené, jsou ve skutečnosti formovány složitými sociálními procesy, tato sociální struktura zase utváří instituce a organizace, které ovlivňují společnost, což vede k jevům od genderové předpojatosti a nerovnosti příjmu po válku.
Současná historická sociologie se zabývá především vývojem státu od středověku, analyzováním vztahů mezi státy, třídami, ekonomickými a politickými systémy.

## Historie
Historická sociologie vznikla v 80. letech 20. století, postupně „dospívala“ v 90. letech a dočkala se rozmachu po roce 2000. Historická sociologie se postupně stala plnohodnotným oborem sociologie, ale její počátky lze datovat již do počátků 19. století, kdy se ekonomové, historici a sociologové rodícího se oboru, pokoušeli historicky přesně, vysvětlit průmyslovou revoluci, nové způsoby vedení války a jiné hlavní prvky moderního světa. Historická sociologie v rámci sociologie trpěla svým zaměřením na abstraktní teorii, a do popředí sociologie se historická sociologie začíná dostávat opět až v 70. letech 20. století.
Historičtí sociologové se již od 80. let snaží svůj obor sblížit s historií, tyto dvě disciplíny zůstávají oddělené. Obě tyto disciplíny mají velmi odlišnou historii, a díky tomu i zcela odlišnou metodologii, typ dat i argumenty. Tyto dva obory zkoumají historii z odlišných pohledů.

## Významní představitelé
Německý sociolog Max Weber považoval sociologii za vědu, která má velmi blízko k historiografii. Podle Webera bylo k pochopení dynamiky a současných procesů ve společnosti chápat perspektivu dlouhodobou, tedy sahající až 2500 let do minulosti. Weberovo dílo je na rozdíl od děl jeho současníku více analytické a empiricky přesnější, zároveň se stavil proti etablování jednotné teorie historie, spíše se snažil o konstrukci komparativního obrazu organizace a změn společnosti. Přístup Maxe Webera k historické sociologii lze označit za interpretační přístup.
Karla Marxe lze chápat jako filosofa praktikujícího historickou sociologii, jeho propojení teorie sociálních změn a historie je z Marxova díla zcela evidentní. Marx podobně, jako Max Weber, neviděl jasný rozdíl mezi historickou a sociologickou analýzou. Marxův dopad na historickou sociologii byl zásadní.

## Teorie
Historická sociologie je systematické zkoumání minulosti s cílem informovat a rekonstruovat empirická zjištění a teorie o světě a je stejně stará jako samotná sociologie. Prakticky všichni klasičtí zakladatelé disciplíny, včetně Auguste Comteho, Harriet Martineauové, Karla Marxe, Maxe Webera, Emile Durkheima, Georga Simmela a Du Bois se odkazovali na, a analyzovali historii ve svých argumentech o povaze a osudu moderních sociálních vztahů. Toto zapojení do dějin zůstává jádrem historické sociologie, i když je doplněno formálnějšími a abstraktnějšími metodologickými úvahami o roli času a posloupnosti v procesech společenských změn.

## Metodologie
V rámci historické sociologie se při výzkumu používají postupy a zdroje, které se podobají těm užívaných historickou vědou. Historici rozlišují mezi primárními a sekundárními zdroji. Pokud studované historické procesy přímo generovaly zdroje, považují se za primární; administrativní korespondence, architektonické památky, nástroje řemeslníků a současné portréty mohou sloužit jako primární zdroje. Sekundární zdroje zahrnují pozdější úsilí o rekonstrukci toho, co se stalo, zejména úsilí jiných historiků. Rozdíl mezi těmito zdroji není zcela vymezen, protože kroniky, autobiografie, expedice velvyslanců do jejich domovských zemí, noviny a podobné zdroje zabírají střední půdu mezi oběma formami zdrojů.
V historické sociologii byl rozsah (obecnost) a analytická síla minimalizována a nahrazena popisnou přesností. Nezajímají se o kauzální vztahy a mechanismy, které mohou tyto vztahy vytvářet. Historičtí sociologové jsou induktivní.